# 广场街道 (唐山市)
广场街道，是中华人民共和国河北省唐山市路南区下辖的一个乡镇级行政单位。

## 行政区划
广场街道下辖以下地区：
新华南里社区、卫国楼社区、建工楼社区、二五五医院社区、新华里社区、燕南社区、南湖社区、南新东里社区、南新西里社区、万达广场第一社区、万达广场第二社区和万达长青社区。